# Pláteník

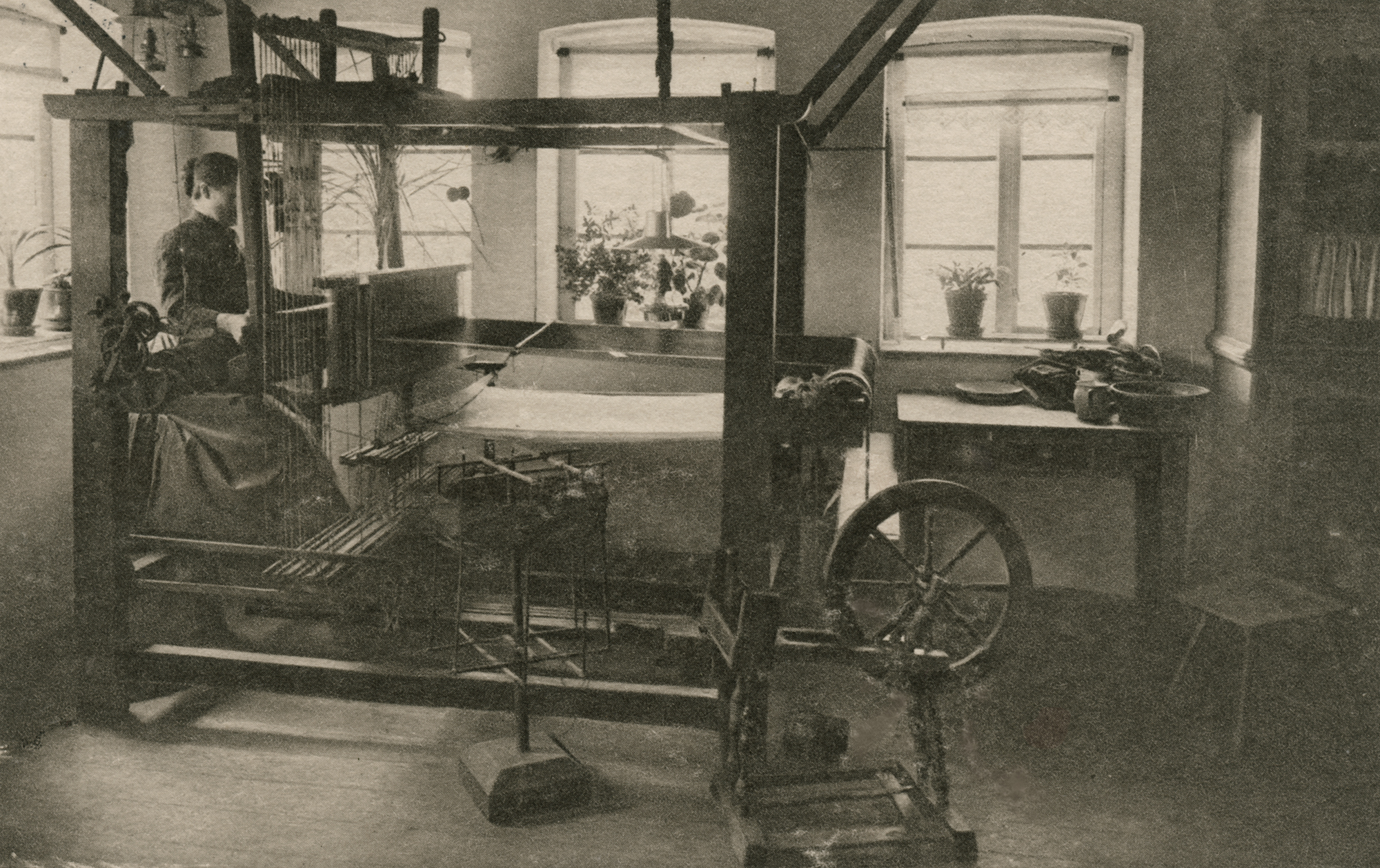
Práce na plátenickém stavu (Bielefeld asi v roce 1900)

Pláteník je označení historického povolání řemeslníka, který vyráběl (a případně prodával)  jednoduché tkaniny (v plátnové vazbě). Ke tkaní používal ručně vyrobené příze ze lnu nebo konopí.

## Historie
Původ slova pláteník není známý. Plátěné tkaniny se vyráběly už od pradávna, nevolníci ve vesnicích však směli vyrábět plátno jen pro vlastní spotřebu nebo výrobky odvádět panovníkovi. Provozování svobodného plátenického řemesla bylo v západní Evropě úředně povoleno ve 13. století (např. v Basileji 1268, ve Špýru 1298), v Čechách asi o 100 let později. Pláteníky se mohli stát muži zpravidla teprve po tříleté učební době, plátenický mistr měl dílnu ve vlastním domě.

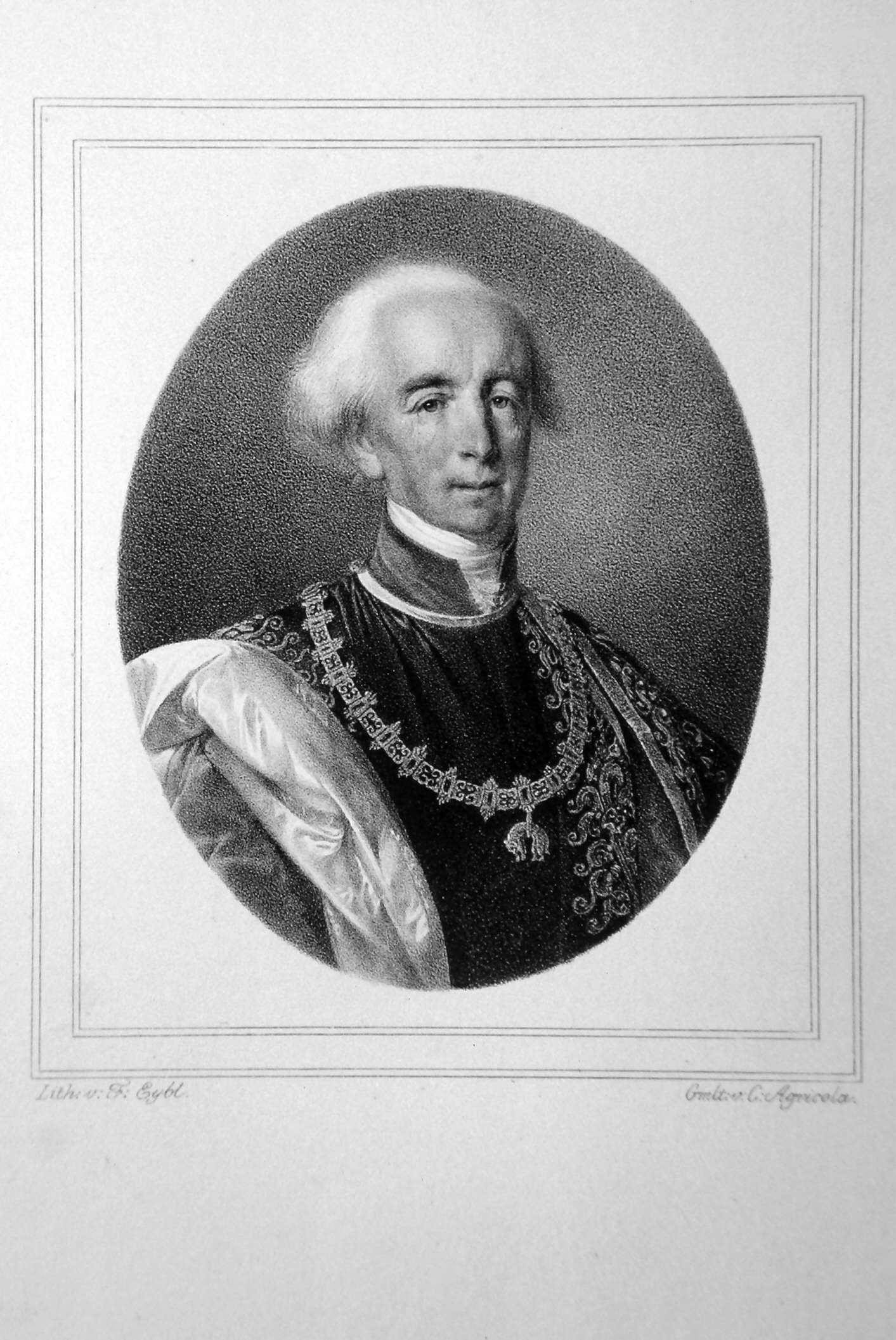
Jan Nepomuk Ernst von Harrach (1756–1829), jeden z „plátenických baronů“

V 18. století se s podporou rakouské vlády začalo několik příslušníků nižší šlechty a (později také) měšťanstva věnovat podnikání v textilním oboru. Zakládali zejména v pohorských oblastech Čech a Moravy manufaktury, ve kterých zaměstnávali stovky pláteníků a plátenických mistrů a zřídili např. komerční bělidla tkanin. V historických pojednáních se jim dává přízvisko „pláteničtí baroni“.
Na začátku 19. století vyrábělo v českých zemích více než 400 000 přadlen pro pláteníky přízi po domácku na kolovratech a ještě v polovině století se zabývalo plátenictvím asi 350 000 řemeslníků. Ti však nemohli konkurovat anglickým výrobcům s tkaninami ze strojně předené lněné a se stále vyšším podílem bavlněné příze. Výroba plátna z lýkových vláken se potom v českých zemích rychle snižovala, v roce 1902 bylo v tomto oboru zaměstnáno asi 50 000 továrních dělníků, pro které se už nepoužívalo označení pláteník.
V 21. století zůstává  jen příjmení Pláteník, které v roce 2020 používá 161 mužů a 169 žen s příjmením Pláteníková. 